# 1901年5月18日日食
1901年5月18日日食是一次日全食，發生於1901年5月18日。新月當天（即朔日），地球上觀測到月球和太阳的角距離極小，此時月球如果恰好在月球交點附近，穿過太阳和地球之間，與地球、太阳接近一直線，則會出現日食。月球本影接觸地表而使該區域完全得不到陽光，就會形成日全食，同時在本影兩側數千公里的半影範圍內遮擋部分陽光，形成日偏食。此次日全食經過了法屬馬達加斯加、留尼汪、英屬模里西斯、荷屬東印度、英屬紐幾內亞的部分島嶼，日偏食則覆蓋了非洲東南部、亚洲東南部、澳大利亚及周邊部分地區。此次日全食是自1886年8月29日以來最長的一次，而1919年5月29日就會有更長的日全食發生。

## 日食概況

### 出現區域
印度洋西南部、马达加斯加島西南約470公里的海域在日出時最先看到日全食，隨後月球本影向東北經過马达加斯加島南部、留尼汪、毛里求斯島，斜貫印度洋後在西比路島西南約40公里處達到最大食分。本影旋即向東橫貫馬來群島和新幾內亞，逐漸轉向東南，最終在日落時分結束於羅塞爾島東南約320公里的珊瑚海海域。其中，全食帶共覆蓋了三個首府——留尼汪圣但尼、英屬模里西斯路易港（今毛里求斯首都）、英屬紐幾內亞莫士比港（今巴布亚新几内亚首都）。
該次月球本影經過的陸地全都是島嶼，依次包括：
- 法屬馬達加斯加（今马达加斯加部分）：阿齊莫-安德列發那區南部、安德羅伊區中南部、阿諾西區南部、阿齊莫-阿齊那那那區南部；
- 留尼汪全境；
- 英屬模里西斯（今毛里求斯）：毛里求斯主島；
- 荷屬東印度（今印度尼西亚）：自西向東貫穿西蘇門答臘省，經過占碑省中北部、廖內省南部、南蘇門答臘省最北端、邦加-勿里洞省最北端，橫貫西加里曼丹省、中加里曼丹省北部、東加里曼丹省南部並經過南加里曼丹省北部、西蘇拉威西省北半部、西蘇拉威西省北部、中蘇拉威西省中部偏南、北马鲁古省西南部、马鲁古省北部、西巴布亞省西南角後貫穿巴布亞省南部；
- 英屬紐幾內亞（今屬巴布亚新几内亚）：自西北向東南斜貫今西部省中部偏南後經過海灣省南部、中部省除北部外的大部、國家首都區、北部省中南部、米爾恩灣省中南部。[3][4]

除了狹窄的全食帶內能看見日全食之外，月球半影覆蓋範圍內都能看到日偏食，包括非洲東南部、南亚南半部、中國南部、东南亚、澳大利亚、密克羅尼西亞島群中西部、美拉尼西亚島群中西部。

### 基本參數
由於地球距太陽較遠，月球又在近地点附近，該次日全食的全食帶較寬，持續時間長，食分大。在全食帶的中心點（與持續時間最大的地點稍有些距離），本影在地面覆蓋了237.8公里，日全食持續了6分28.7秒。該次日食是自1886年8月29日以來持續時間最長的一次，而在一個沙羅周期之後的1919年5月29日就有持續更長的日全食。
- 類型：日全食
- 食甚中心處（位於荷屬東印度西比路島西南約40公里的印度洋東部）資料：
  - 時間：1901年5月18日5:33:49.0
  - 地點：1°41.3′S 98°24.9′E / 1.6883°S 98.4150°E
  - 食分：1.0680（全食帶內最大）
  - 日全食持續時間：6分28.7秒

## 觀測
英国皇家學會和英國皇家天文學會組成的聯合常設日食委員會到荷屬東印度蘇門答臘島西岸的巴東觀測了日全食。5月18日當天日出後天氣不錯，但日食開始後雲逐漸變多，到全食階段，一直有雲籠罩著太阳，且有變厚的趨勢，透過雲層看太阳越來越困難。美国利克天文台的觀測隊也在巴東觀測了日全食。

## 相關的日食

### 1898-1902年的日食
月球交替位於相對的月球交點時，以半個交點年（食年），即約177天又4小時間隔出現下列日食。
註：1898年1月22日的日全食、1898年7月18日的日環食和1899年1月11日的日偏食屬於上一組交點年系列。1902年4月8日的日偏食屬於下一組交點年系列。
| 升交點   | 升交點                    |          | 降交點                  | 降交點 |
| 沙羅周期 | 地圖                      | 沙羅周期 | 地圖                    |        |
| 111      | 1898年12月13日 偏食（南） | 116      | 1899年6月8日 偏食（北） |        |
| 121      | 1899年12月3日 環食        | 126      | 1900年5月28日 全食      |        |
| 131      | 1900年11月22日 環食       | 136      | 1901年5月18日 全食      |        |
| 141      | 1901年11月11日 環食       | 146      | 1902年5月7日 偏食（南） |        |
| 151      | 1902年10月31日 偏食（北） |          |                         |        |

### 沙羅周期
沙羅週期長度為18年11天。本次日食屬於沙羅週期136，共包含71次日食，依次為1360年6月14日至1486年8月29日的8次日偏食、1504年9月8日至1594年11月12日的6次日環食、1612年11月22日至1703年1月17日的6次全環食（亦稱混合食）、1721年1月27日至2496年5月13日的44次日全食、2514年5月25日至2622年7月30日的7次日偏食，總共歷時1262.11年。其中最長的全食發生於1955年6月20日，共持續了7分8秒。
下表列舉了1865年至2100年間發生的屬於該週期的日食，是第29至42次：
| 28            | 29            | 30            |
| ------------- | ------------- | ------------- |
|               | 1865年4月25日 | 1883年5月6日  |
| 31            | 32            | 33            |
| 1901年5月18日 | 1919年5月29日 | 1937年6月8日  |
| 34            | 35            | 36            |
| 1955年6月20日 | 1973年6月30日 | 1991年7月11日 |
| 37            | 38            | 39            |
| 2009年7月22日 | 2027年8月2日  | 2045年8月12日 |
| 40            | 41            | 42            |
| 2063年8月24日 | 2081年9月3日  | 2099年9月14日 |

## 資料來源
1. ↑  樊忠玉. . 中国天文科普网.   [2016-04-08]. （原始内容存档于2014-09-17）.
2. 1 2 3  Fred Espenak. . NASA Eclipse Web Site.   [2016-04-08]. （原始内容存档于2020-10-20）.（英文）
3. ↑  Fred Espenak. . NASA Eclipse Web Site.   [2016-04-08]. （原始内容存档于2020-10-23）.（英文）
4. ↑  Xavier M. Jubier. .   [2016-04-08]. （原始内容存档于2017-03-27）.（法文）（英文）
5. ↑  Fred Espenak. . NASA Eclipse Web Site.   [2016-04-08]. （原始内容存档于2017-12-28）.（英文）
6. ↑  Fred Espenak. . NASA Eclipse Web Site.   [2016-04-08]. （原始内容存档于2014-10-13）.（英文）
7. ↑  H. F. Newall.  69. 皇家學會: 209–234. 1901–1902  [2016-04-08]. （原始内容存档于2020-10-09）.（英文）
8. ↑  C. D. Perrine. . Publications of the Astronomical Society of the Pacific. 1901-12-01: 187–204  [2016-04-08]. ISSN 0004-6280.（英文）
9. ↑  Fred Espenak. . NASA Eclipse Web Site.（英文）

## 外部連結
- NASA日食專頁（页面存档备份，存于）（英文）
- 可見區域圖和時間統計：由弗雷德·埃斯佩纳克做出的日食預報，NASA/GSFC
  - Google互動地圖呈現的日食範圍
  - 貝塞爾元素
- Google地圖顯示的日全食和日偏食範圍（页面存档备份，存于）（法文）（英文）
- 1900-1937年歷次日全食的日冕（页面存档备份，存于），該次由利克天文台拍攝於荷屬東印度蘇門答臘（法文）（英文）

| \| \| 日食 \|                              |                              |                                            |
| 上一次日食： 1900年11月22日日食 （日環食） | 1901年5月18日日食 （日全食） | 下一次日食： 1901年11月11日日食 （日環食） |
| 上一次日全食： 1900年5月28日日食           | 1901年5月18日日食 （日全食） | 下一次日全食： 1903年9月21日日食           |
|                                            | 日食                         |                                            |